# LG Optimus L3 II
L'LG Optimus L3 II (E430 con la sigla data dalla casa produttrice) è uno smartphone di fascia bassa commercializzato in Italia da marzo del 2013. Esso fa parte della seconda generazione della gamma denominata da LG L-Style insieme ad Optimus L1 II, Optimus L4 II, Optimus L5 II, Optimus L7 II ed Optimus L9 II.
Di base monta il sistema operativo Android alla versione 4.1 Jelly Bean.
LG Optimus L3 II è il diretto successore di LG Optimus L3 commercializzato dalla casa coreana nel 2012.

## Caratteristiche
L'Optimus L3 II è un dispositivo di fascia bassa, non presenta caratteristiche molto avanzate, ma si differenzia dalla concorrenza per il processore Snapdragon che arriva a ben 1 GHz di frequenza; dalla sua ha anche un prezzo di lancio di 129 euro. Esso monta l'interfaccia utente proprietaria LG, denominata Optimus.
Il processore è un Qualcomm MSM 7227A Snapdragon da 1 GHz single core, al quale sono abbinati 512 MB di RAM e una memoria interna da 4 GB espandibile con schede di memoria microSD e microSDHC fino a 32 GB.
Lo schermo è da 3,2", con una risoluzione di 240x320 pixel, realizzato con la tecnologia IPS. Il dispositivo è dotato di connettività Wi-Fi 802.11 b/g/n e Bluetooth 3.0 ed è dotato di una batteria da 1540 mAh.
La fotocamera è da 3,15 megapixel senza autofocus e flash e non è presente una fotocamera frontale.